# Die Siedler von Catan: Das Buch zum Spielen
Die Siedler von Catan: Das Buch zum Spielen ist eine Ergänzung mit „Szenarien, Varianten und Finessen“ (Untertitel) zum Spiel Die Siedler von Catan von Klaus Teuber. Es erschien 2000 im Kosmos-Verlag und ist im Wesentlichen das Produkt des Ideenwettbewerbs, der 1997 beim Erscheinen der Seefahrererweiterung initiiert wurde. Zusammen mit dem Buch wurde in einem Schuber eine Materialbox verkauft, in der das für die verschiedenen Szenarien und Varianten benötigte Spielmaterial aufbewahrt werden kann. Die Szenario-Illustrationen wurden von Jürgen Zimmermann geschaffen, die Grafiken des Spielzubehörs von Franz Vohwinkel, für die Gesamtgestaltung waren Michaela Schelk und Birgit Ender verantwortlich. Das Buch enthält zudem eine Vielzahl von Bildern der ersten Entwürfe Klaus Teubers für das Brett- und Kartenspiel. In einem Extrakapitel zum Kartenspiel wird „Das kleine Kartenspielturnier“ von Oliver Abendroth vorgestellt sowie Tipps zum Deckbau und den Karten von Brigitte und Wolfgang Ditt gegeben, die den Stand der damaligen Deckentwicklung darstellen.

## Inhalt

### Szenarien
Das Buch enthält 15 Szenarien, die zusammen mit dem Grundspiel und ggf. zusätzlichen Erweiterungen spielbar sind. Jedem Szenario ist eine kurze, von Fritz Gruber verfasste Geschichte vorangestellt.
- Das Atoll von Brigitte und Wolfgang Ditt (für 4 oder 5 Spieler)

Zusatzmaterial: 8 Siegpunktchips. Neben dem Basisspiel wird die Seefahrererweiterung und für beide die Ergänzungen für 5 und 6 Spieler benötigt.
- Das Bermuda-Dreieck von Stefan Richter und Heinz Dasbach (für 3–4 Spieler und für 5–6 Spieler)

Zusatzmaterial: 8 bzw. 10 (5 oder 6 Spieler) Kärtchen mit den Zahlen 2, 3, (3) 4, 4, 10, 10, 11, (11) und 12; 1 Siegpunktchip. Neben dem Basisspiel wird die Seefahrererweiterung benötigt und für 5–6 Spieler die für beide die Ergänzungen für 5 und 6 Spieler.
- Catan Express von Brigitte und Wolfgang Ditt (für 3–4 Spieler und für 5–6 Spieler)

Zusatzmaterial: 3 bis 6 Lokomotiven mit Standfüßen, 1 Sonder-Siegpunktkarte "Schnellster Lokomotivführer", 16 Siegpunktchips, 18 bis 36 Wassertanks. Neben dem Basisspiel wird für 5–6 Spieler die Seefahrererweiterung und für beide die Ergänzungen für 5 und 6 Spieler benötigt.
- El Dorado von Andreas Seyfarth (für 3–4 Spieler)

Zusatzmaterial: 8 Siegpunktchips. Neben dem Basisspiel wird die Seefahrererweiterung benötigt.
- Die Entdecker von Hannes und Christian Till (für 3–4 Spieler)

Neben dem Basisspiel wird die Seefahrererweiterung benötigt.
- Die Flotten von Horst-Rainer Rösner (für 3–4 Spieler)

Zusatzmaterial: 5 Siegpunktchips, je 2 Zahlenchips mit den Werten 2 und 12. Neben dem Basisspiel wird die Seefahrererweiterung benötigt.
- Die Kolonien von Klaus Teuber (für 3–4 Spieler)

Zusatzmaterial: 12 Siegpunktchips, 86 Kolonie-Kärtchen in 4 Motiven (je 20× Gold, Edelsteine und Erz, 26× Entdeckung), 4 Übersichtstafeln, 3 Dschungelfelder, 2 Vulkanfelder. Neben dem Basisspiel wird die Seefahrererweiterung benötigt.
- Das Große Rennen von Stefan Schwanninger für 2, 3, 4, 5 oder 6 Spieler

Zusatzmaterial: 8 (für 2, 3 und 4 Spieler) bzw. 12 (für 5 und 6 Spieler) rote Chips, 2 Chips "Springflut" (für 2, 3, 5 und 6 Spieler), 12 beliebige Sechseckfelder (für 4 Spieler). Neben dem Basisspiel wird die Seefahrererweiterung benötigt und für 5–6 Spieler für beide die Ergänzungen für 5 und 6 Spieler.
- Die Schatzsucher von Stefan Risthaus (für 3–4 Spieler und für 5–6 Spieler)

Zusatzmaterial: 23 (3 und 4 Spieler) bzw. 28 (5 und 6 Spieler) Schatzkärtchen (Rückseite Schatztruhe), davon 4x/5x Siegpunkt, 7× Entwicklungskarte, je 6x/8x Gold und Räuber; 1 großer Siegpunktchip.  Neben dem Basisspiel wird die Seefahrererweiterung benötigt und für 5–6 Spieler für beide die Ergänzungen für 5 und 6 Spieler.
- Die Spezialisten von Stefan Risthaus (für 3, 4 Spieler und für 5–6 Spieler)

Zusatzmaterial: 6 Spezialisten-Karten, 12 Siegpunktchips. Neben dem Basisspiel wird die Seefahrererweiterung benötigt und für 5–6 Spieler für beide die Ergänzungen für 5 und 6 Spieler.
Das Szenario wurde auch in die Atlantis-Erweiterung aufgenommen.
- Die Sturmflut von Brigitte und Wolfgang Ditt (für 3–4 Spieler und für 5–6 Spieler)

Zusatzmaterial: je 3 Deich-Kärtchen pro Spieler. Neben dem Basisspiel wird die Seefahrererweiterung benötigt und für 5–6 Spieler für beide die Ergänzungen für 5 und 6 Spieler.
Das Szenario wurde vorab als "Catlantis" auf der Catan-Webseite veröffentlicht.
- Transportsiedler von Jürgen Rojacher und Florian Kraus (für 3–4 Spieler)

Zusatzmaterial: 4 Schiffstableaus, 4 Inseltableaus, je 2 Schiffe mit Standfuß pro Spieler und 1 Pirat mit Standfuß, 3 Namensschilder für die Inseln Catan, Roja und Talis, 2 Chips "Springflut". Neben dem Basisspiel wird die Seefahrererweiterung benötigt.
- Die Welt Catan nach der Idee "Planet Catan" von Guido Kleinke (für 3–4 (empfohlen) Spieler)

Zusatzmaterial: 10 Siegpunktchips, 1 Sturm-Marker, 6 Zahlenchips (4, 5, 6, 9, 10 und 11). Neben dem Basisspiel wird die Seefahrererweiterung und für beide die Ergänzungen für 5 und 6 Spieler benötigt.
- Westwärts von Brigitte und Wolfgang Ditt (für 3–5 Spieler)

Zusatzmaterial: 29 rote Chips, 7 Fluss-Teile, 1 Pioniertrupp mit Standfuß pro Spieler, 1 Fort pro Spieler, 1 Baukostenkarte pro Spieler, 1 Indianerstamm mit Standfuß. Neben dem Basisspiel wird die Seefahrererweiterung benötigt und für 5 Spieler die Ergänzung zum Basisspiel für 5 und 6 Spieler.
- Die Wüstenreiter von Klaus Teuber (für 3–4 Spieler und für 5–6 Spieler)

Zusatzmaterial: 18 (3 und 4 Spieler) bzw. 26 (5 und 6 Spieler) Wüstenreiter, 6 Zahlenchips für 3 und 4 Spieler (4, 5, 6, 8, 9 und 10), 2 bzw. 3 Vulkanfelder, 3 Dschungelfelder, 10 bzw. 12 Entdeckerchips, 1 Siegpunktchip. Neben dem Basisspiel wird die Seefahrererweiterung benötigt und für 5–6 Spieler für beide die Ergänzungen für 5 und 6 Spieler.
Das Szenario ist die Abwandlung eines bereits in der Siedler-Zeitung 2/97 erschienenen Szenarios.

### Varianten
Neben den Szenarien enthält das Buch verschiedene Varianten, die einzeln oder in Kombination in die Spiele integriert werden können, im Gegensatz zu den Szenarien aber keinen festen Spielfeldaufbau erfordern.
- Ereignisse auf Catan (Vorschlag der Eheleute Lang und Meister/Pulheim)

Hier löst jede gewürfelte Ertragszahl zusätzlich ein Ereignis aus.
Zusatzmaterial: Ereignistabelle
- Catanische Fabriken (Edwin Ruschitzka)

Die moderne Industriewelt hat Einzug in Catan gehalten. Jeder Spieler kann im Laufe des Spieles einmal statt einer Siedlung eine Fabrik bauen. Wird die Zahl einer angrenzenden Landschaft gewürfelt, darf sich der Spieler aussuchen von welcher der angrenzenden Landschaften er einen Rohstoff nimmt.
Zusatzmaterial: 1 Fabrik mit Standfuß pro Spieler.
- Armut ist keine Schande (Brigitte und Wolfgang Ditt)

Erhält ein Spieler keine Rohstoffe, so bekommt er stattdessen einen Chip. Zu Beginn eines eigenen Zuges darf er so viele Chips wie er Siegpunkte hat abgeben und das Ergebnis des Würfelwurfs bestimmen.
Die Variante wurde vorab auf der Catan-Webseite vorgestellt.
Zusatzmaterial: 30 rote Chips
- Rache ist süß (Wolfgang Lüdtke)

Auch hier bekommt man einen Chip wenn man beim Auswürfeln der Erträge leer ausgeht. Für 3 Chips darf man in dieser Variante den Räuber versetzen.
Zusatzmaterial: 30 rote Chips
- Landkreise (Idee: H. R. Gottwald)

Ein Feld, dass vollständig von eigenen Straßen umgeben ist, ist vor dem Räuber sicher.
- Burgen auf Catan (Fritz Gruber)

Gibt ein Spieler 2 offene Ritterkarten ab, darf er auf ein Feld, an dem er eine Siedlung oder Stadt hat eine Burg stellen. Dieses Feld ist fortan sicher vor dem Räuber.
Zusatzmaterial: 1 Burg mit Standfuß pro Spieler.
Diese Variante wurde auch in die Atlantis-Erweiterung aufgenommen.
- Vulkane auf Catan (Bastian Schulz)

Die Vulkane ersetzen beliebige Felder, in der ursprünglichen Version die Wüste. Jede Ecke des Vulkanfeldes trägt eine Zahl, wird die Zahl des Vulkanfeldes gewürfelt und in einem anschließenden Wurf die Zahl einer der Ecken, so muss eine dort befindliche Siedlung vom Feld genommen und eine Stadt in eine Siedlung verwandelt werden.
Die Variante erschien bereits im November 1997 und wurde auf der Catan-Webseite vorgestellt.
Zusatzmaterial: 1 bis 3 Vulkanfelder.
- Vulkanien (Martin und Elke Zierke)

Hier werden um den Vulkan je eins der 5 Landschaftsfelder und eine Wüste gelegt. Die Landschaftsfelder erhalten die Zahlen 2, 6, 8, 10 und 12. Bei einer 7 darf der Spieler statt den Räuber zu versetzen die Zahlenchips im Uhrzeigersinn um den Vulkan bewegen.
Zusatzmaterial: 1 Vulkanfeld.
- Drachenkämpfer (Wolfgang Lüdtke)

Hier wird nach jeder kompletten Spielrunde der Drache bewegt. Spieler, die eine Ortschaft an einem Feld haben auf dem der Drache landet müssen pro Ortschaft einen Rohstoff abgeben. Schützen kann man sich gegen den Drachen durch Ausspielen von Ritterkarten.
Zusatzmaterial: 1 Drache mit Standfuß, 1 Vulkanfeld, 1 Richtungsfeld mit Drehpfeil, 12 Siegpunktchips.
- Die Magische 7 (Silke Dennenmoser)

Statt der Wüste wird ein Zauberfeld ausgelegt. Dieses zeigt die aus der Zauberer & Drachen-Erweiterung des Kartenspiels bekannte Zitadelle. Wird in der Ertragsphase die Würfelkombination 1 und 6 gewürfelt, erhalten Spieler, die eine Siedlung an dem Zauberfeld haben eine Entwicklungskarte, für eine Stadt zwei.
Diese Variante wurde ebenfalls in die Atlantis-Erweiterung aufgenommen.
Zusatzmaterial: 1 Zauberfeld, 1 Chip mit den Würfeln 1 und 6
- Die verzauberte Insel (Fritz Gruber)

Hier wird das Zauberfeld auf einer separaten Insel eingesetzt. Wer dort eine Siedlung baut, darf sofort 2 Zahlenchips auf dem Spielplan miteinander vertauschen, außer 2, 6, 8 und 12.
Zusatzmaterial: 1 Zauberfeld
- Catan ist rund (mehrere Autoren)

An 4 Ecken des Spielplans werden rote Chips ausgelegt. Durch Abgabe von 3 Holz und 3 Wolle kann man an der einen Ecke heraus und an der anderen wieder herein segeln.
Zusatzmaterial: 4 rote Chips.
- Ballonfahrer (Christoph Henze, Volker Busch, Christoph Schäfer)

War der Siedlungsbau bisher an das eigene Straßen- oder Schiffsnetz gebunden, so können bei dieser Variante die Spieler mittels Heißluftballon abgelegene Siedlungsplätze erreichen und dort Siedlungen gründen.
Zusatzmaterial: Richtungsfeld mit Drehpfeil, je 1 Ballon mit Standfuß pro Spieler.
- Atlantis (Stefan Röse)

In dieser Variante sind die Küstenfelder von Sturmfluten bedroht. Jedes erwürfelte Feld wird, nachdem die Erträge verteilt wurden, mit einem Sturmflutmarker belegt. Befinden sich 7 davon auf einem Feld wird es durch ein Meerfeld ersetzt. Ortschaften und Straßen, die dann nur noch von Wasser umgeben sind gehen unter. Das Spiel endet hier entweder dadurch, dass ein Spieler die vorgesehene Anzahl von Siegpunkten erzielt oder dadurch, dass eine bestimmte Zahl von Landfeldern untergeht.
Diese Variante war Namensgeber für die Atlantis-Erweiterung, in der sie auch enthalten ist.
Zusatzmaterial: ca. 100 Sturmflutmarker
- Die Spezialisten-Regel (Stefan Risthaus)

Diese Variante ähnelt dem Szenario "Die Spezialisten", wird aber ohne festen Spielplan gespielt.
Zusatzmaterial: 6 Spezialisten-Karten, 5/8 Siegpunktchips
- Seeräuber-Varianten
  - Hafen-Blockade: Bei dieser von vielen Spielern vorgeschlagenen Variante blockiert der Seeräuber auch die Hafenfunktion des Meerfeldes, auf dem er steht. Diese Variante ist mittlerweile auch Bestandteil der Regeln für die Deutsche Meisterschaft.
  - Schiffe versenken (Anja Kirchmaier): Hier kann beim Versetzen des Seeräubers ein angrenzendes endständiges Schiff vom Feld genommen werden wenn bei einer Würfelprobe eine ungerade Zahl ermittelt wird.
  - Schiffe kapern (Anja Kirchmaier): Hier darf man nach Abgabe einer Erz-Karte versuchen, das Schiff zu kapern. Ist die Würfelprobe erfolgreich, darf man das Schiff vor sich ablegen, das dann so viel wie eine Ritterkarte zählt und zur größten Rittermacht beitragen kann.

## Besonderes
Da ab 2003 das Grundspiel ohne Wasserfelder, dafür mit zusammensetzbarem Rahmen und die Seefahrererweiterung mit anderen Rahmen erschien, lassen sich alle Szenarien mit dieser neuen Version nicht mehr spielen. Für einige wurde ein alternativer Aufbau entworfen.
Zum zehnjährigen Jubiläum der Seefahrer-Erweiterung erschien im Herbst 2007 das Szenario „Die Kolonien“ in einer Sonderausgabe.

## Verfügbarkeit
Das Buch erschien in zwei Auflagen, ist derzeit beim Verlag aber vergriffen.

## Übersetzungen
- Die Szenarien „Die Kolonien“, „Die Spezialisten“ und „Die Wüstenreiter“ erschienen in den Niederlanden bei 999 Games im Rahmen der Serie „Zes Scenario's“ einzeln mit den Titeln „De Koloniën van Catan“, „De Specialisten van Catan“ und „De Woestijnruiters van Catan“.
- Bei Mayfair Games war die deutsche Ausgabe des Buches mit Übersetzungen der Szenarien und Varianten sowie den Regeln für das Kleine Kartenturnier erhältlich.

## Spielkritiken
- Spielbox Ausgabe 5/00: "Der Kult geht weiter"